# Run (OneRepublic)
Run è un singolo del gruppo musicale statunitense OneRepublic, pubblicato il 5 maggio 2021 come sesto estratto dal quinto album in studio Human.

## Descrizione
Il brano è stato scritto e prodotto da Ryan Tedder, Brent Kutzle, Tyler Spry e John Nathaniel e presenta sonorità allegre e un'introduzione fischiata.

## Video musicale
Il video, diretto da Tomás Whitmore, è stato reso disponibile il 5 maggio attraverso il canale YouTube del gruppo e mostra Tedder ballare e farsi strada tra svariati set cinematografici.

## Tracce
1. Run – 2:49

## Classifiche

### Classifiche settimanali
| Classifica (2021) | Posizione massima |
| ----------------- | ----------------- |
| Austria           | 24                |
| Belgio (Fiandre)  | 7                 |
| Belgio (Vallonia) | 12                |
| Canada            | 56                |
| Croazia           | 5                 |
| Francia           | 86                |
| Germania          | 19                |
| Grecia            | 74                |
| Irlanda           | 40                |
| Italia            | 31                |
| Lituania          | 61                |
| Paesi Bassi       | 20                |
| Polonia           | 7                 |
| Portogallo        | 161               |
| Regno Unito       | 90                |
| Repubblica Ceca   | 11                |
| Slovacchia        | 21                |
| Stati Uniti       | 111               |
| Sudafrica         | 65                |
| Svezia            | 77                |
| Svizzera          | 15                |
| Ungheria          | 34                |

### Classifiche di fine anno
| Classifica (2021) | Posizione |
| ----------------- | --------- |
| Austria           | 46        |
| Belgio (Fiandre)  | 23        |
| Belgio (Vallonia) | 52        |
| Croazia           | 18        |
| Germania          | 54        |
| Italia            | 89        |
| Paesi Bassi       | 57        |
| Polonia           | 81        |
| Svizzera          | 44        |
| Ungheria          | 87        |
| Classifica (2022) | Posizione |
| Belgio (Fiandre)  | 109       |